# Giovanni Bembo
Pour les articles homonymes, voir Bembo.
Giovanni Bembo (né à Venise le 21 août 1543 et mort dans la même ville le 16 mars 1618) est le 92e doge de Venise, élu en 1615. Son dogat dure jusqu’à sa mort en 1618.
Durant son dogat ont lieu la guerre de Gradisca (1617) destinée à châtier les  pirates Uscoques et la conjuration de Bedmar (1618), une tentative de déstabilisation de l’Espagne qui échoue.

## Biographie
Giovanni Bembo est le fils de Agostino et de Chiara Del Basso. Courageux, s’enrôlant dans un équipage de Galère à seulement 12 ans, à 28 ans, il participe à la bataille de Lépante se distinguant par son hardiesse malgré plusieurs blessures. Il fait carrière dans l'administration et il devient provéditeur, conseiller et procurateur. N'étant pas marié il se consacre seulement à sa carrière.

### Le dogat
Après la mort du doge Marcantonio Memmo le débat sur le choix de son successeur s'enflamme immédiatement. Les vieilles maisons, de plus vieilles noblesses, se partagent en deux factions, ainsi comme les nouvelles, elles n'arrivent pas à obtenir un accord. Après des échanges et des compromis infructueux, seule la menace de la dissolution du conclave contraint les 41 électeurs dogales à se porter sur Bembo, membre d’une vieille famille. Il est élu le 2 décembre 1615.
Au début tout se passe bien et l'unique préoccupation sont les dépenses pour les fêtes qui ont lieu continuellement. Bien que de santé fragile, Bembo gouverne avec décision. En 1617, après la nouvelle incursion des pirates Uscoques, soutenu par le duc d’Autriche afin de frapper le commerce vénitien, Venise décide leur faire la guerre pour mettre fin définitivement au danger. Rapidement une flotte est organisée qui retrouve les pirates et les massacre. Les combats et la répression sont si violents que le peuple uscoque disparait et que le peu de survivants s'installent que la terre ferme sous la protection de l'empire autrichien.
Ce problème résolu, un nouveau plus important surgit: l'Espagne et surtout son ambassadeur, le comte de Bedmar, organise une conjuration contre la République afin de la faire tomber et de prendre possession de ses terres et de ses richesses. Le bruit circule que la flotte espagnole est à la porte de la lagune, et même s'il s'agit d'une fausse information, la panique se répand rapidement. Toutes les institutions sont mobilisées et à partir de juillet 1617 les conseillers d'état se mobilisent pour en savoir le plus possible.
On soupçonne alors l'Espagne d'avoir beaucoup d'espions à tous les niveaux de l'administration et d'être prêts à agir. Le doge participe avec générosité à toutes ces réunions sans rien leur apporter en raison de son état de santé  qui ne cesse de s'aggraver. Il meurt le 16 mars 1618 alors que la crise prend une nouvelle dimension à la suite d'une dénonciation anonyme qui parle d'un coup d'État imminent.